# Cropani Marina
Cropani Marina è una frazione del comune di Cropani in provincia di Catanzaro. 

## Geografia fisica

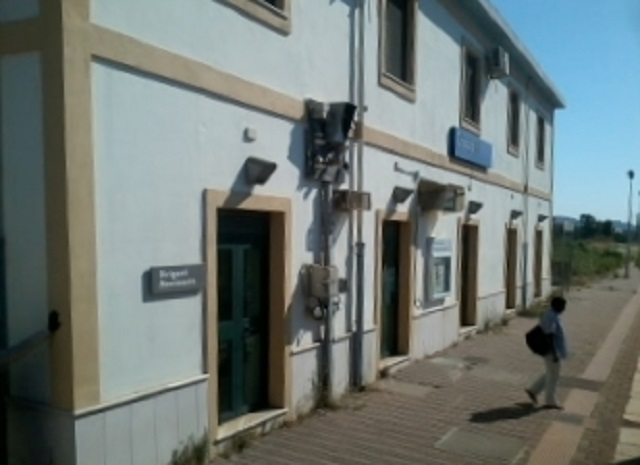
La stazione.

Località turistica e balneare, è il centro delle attività economiche e produttive del comune di Cropani, con la presenza di una delle zone industriali più attive del territorio.
L'abitato è compreso tra il torrente Crocchio e il torrente Scilotraco. È attraversato dalla Strada statale 106 Jonica, e perciò molto trafficato a causa della vicinanza a Crotone e a Catanzaro. Confina con i comuni di Sellia Marina e Botricello, è sul mare ma allo stesso tempo a 20 minuti dai boschi della Sila e a 10 minuti dalla Riserva Naturale delle Valli Cupe. Il clima è tipicamente mediterraneo, con estati calde e inverni miti.

## Storia
Nasce intorno alla stazione ferroviaria e si espande ormai dalla strada statale 106 sino al mare agli inizi del 1900 per opera dei sersalesi. Da segnalare l'antica torre del Crocchio, vecchia postazione d'avvistamento utilizzata per la sorveglianza della costa dai sempre più frequenti attacchi saraceni.
da segnalare anche i siti archeologici di interesse, la villa romana, sulla collina denominata Basilicata , domina il mare, bellissima e ancora ben visibile la pavimentazione, vicino alla villa, salendo un po' più su, un cimitero con un centinaio di tombe curiosamente rivolte verso il sole che nasce sul mare ed infine il sito magnogreco di Acqua di Friso presso la collina adiacente denominata Arvani.
È da sempre centro di attività commerciali, prima con la lavorazione e il commercio dei legnami, e poi pian piano con il turismo. Sono attivi numerosi villaggi turistici, situati lungo la fascia costiera.
Fino al 1946 era suddivisa fra i comuni di Albi e di Magisano; in tale data passò interamente al comune di Cropani.

## Società

### Tradizioni e folclore
Si ricordano le ricorrenze tradizionali della festa del 1º maggio o dei lavoratori e la festa di Sant'Antonio da Padova in giugno, patrono di Cropani marina.  
Piatti tipici della zona sono le m'parrettate, pasta fatta in casa e filata a mano, i molti dolci tra i quali si ricordano la pittanchiusa, tipico dolce natalizio a base di farina, uova e uva passa e infine la cuzzupa, dolce pasquale.